# Khu liên hợp thể thao quốc gia Olimpiyskiy
Khu liên hợp thể thao quốc gia Olimpiyskiy (còn được gọi là Sân vận động Olympic; tiếng Ukraina: Національний спортивний комплекс "Олімпійський") là một khu liên hợp thể thao đa năng ở Kiev, Ukraina, nằm ở trên sườn đồi Cherepanov ở trung tâm thành phố, huyện Pechersk. Sân vận động Khu liên hợp thể thao quốc gia Olympic, sân nhà của FC Dynamo Kyiv, là sân vận động lớn thứ mười sáu ở châu Âu. Khu liên hợp bên cạnh sân vận động của nó còn có một số cơ sở vật chất cho các môn thể thao khác và được thiết kế để phục vụ cho các môn thi đấu Olympic (sân vận động tổ chức một số trận bóng đá tại Thế vận hội Mùa hè 1980).
Sau các công trình cải tạo mở rộng, bao gồm cả việc xây dựng một mái che mới, sân vận động đã được mở cửa trở lại vào ngày 9 tháng 10 năm 2011 với màn trình diễn của Shakira và đã khánh thành quốc tế với trận hòa 3–3 của Ukraina với Đức vào ngày 11 tháng 11 năm 2011. Sân đã tổ chức trận chung kết Euro 2012 và trận chung kết UEFA Champions League 2018.

## Lịch sử
Sau khi Ukraina giành độc lập vào năm 1991, sân vận động này được trao quyền quốc gia vào năm 1996 và được đổi tên lần nữa thành Khu liên hợp thể thao quốc gia "Olympic". Người dân Kiev (Kyians) vẫn thường gọi nó là sân vận động Tsentralny (Trung tâm) hoặc Respublykanskyi (Sân vận động Cộng hòa), và ga tàu điện ngầm gần đó "Olimpiiska" còn được gọi là "Sân vận động Cộng hòa".
Vào năm 1997–99, sân vận động được cải tạo lại theo hướng dẫn của FIFA, và sức chứa của nó đã giảm xuống còn 83.450 người. Sân tiếp tục là sân nhà của Dynamo với sân Lobanovsky được dùng làm sân tập. Khoảng sau năm 1998, những thay đổi lớn đã diễn ra vì việc giữ và bảo trì sân vận động như một sân câu lạc bộ không còn hiệu quả nữa. Dynamo quyết định xây dựng lại Sân vận động Lobanovsky Dynamo làm sân vận động chính vì lượng khán giả theo dõi các trận đấu hiếm khi vượt quá 10.000 khán giả. Kể từ thời điểm đó, Olympic chủ yếu được sử dụng cho các trận đấu bóng đá quốc tế và được cho FC Dynamo Kyiv mượn để chơi các trận sân nhà có phong độ cao khi dự kiến sẽ có nhiều khán giả. Tuy nhiên đó không phải là sân nhà chính thức của Dynamo hay bất kỳ câu lạc bộ Kiev nào khác, vì họ đều có sân nhà và cơ sở tập luyện nhỏ hơn. Sân vận động là sân nhà chính thức của đội tuyển bóng đá quốc gia Ukraina và là địa điểm chính thức của trận chung kết Cúp bóng đá Ukraina cho đến năm 2008. Từ năm 2008, Olympic đã trải qua một đợt tái thiết lớn để chuẩn bị cho giải vô địch châu lục.

### Tên cũ
Trong phần lớn lịch sử của mình, sân vận động này được gọi là Sân vận động Cộng hòa.
- 1923–1924: Sân vận động Đỏ mang tên L. Trotsky
- 1924–1935: Sân vận động Đỏ
- 1936–1938: Sân vận động Cộng hòa mang tên S. Kosior
- 1938–1941: Sân vận động Cộng hòa
- 1941–1962: Sân vận động Cộng hòa mang tên N. Khrushchev (sức chứa 50.000 chỗ ngồi năm 1941; giảm xuống 47.756 chỗ ngồi năm 1944)
  - Sự chiếm đóng của Đức Quốc Xã 1941–1943: Sân vận động Toàn Ukraina
- 1962–1979: Sân vận động Trung tâm (sức chứa 100.062 chỗ ngồi năm 1967)
- 1980–1996: Sân vận động Cộng hòa
- 1996–nay: Khu liên hợp thể thao quốc gia Olympic[8] (sức chứa 83.450 chỗ ngồi năm 1999; giảm xuống 70.050 chỗ ngồi năm 2011)

## Thế vận hội Mùa hè 1980
Ba trận đấu Bảng C và ba trận đấu Bảng D, cũng như một trận tứ kết đã được lên lịch tại đây, tổng cộng bảy trận đấu. Trong trận đấu đầu tiên vào ngày 20 tháng 7, Đông Đức đã hòa với Tây Ban Nha với tỷ số 1–1. Trận tứ kết diễn ra vào ngày 27 tháng 7 năm 1980 đã chứng kiến Đông Đức đánh bại Iraq với tỷ số kỷ lục là 4–0 trên đường đến danh hiệu thứ ba của họ.

### Các trận đấu tại Thế vận hội Mùa hè 1980
| Ngày                | Thời gian | Đội      | Kết quả | Đội         | Vòng   | Khán giả |
| ------------------- | --------- | -------- | ------- | ----------- | ------ | -------- |
| 20 tháng 7 năm 1980 | 12:00     | Đông Đức | 1–1     | Tây Ban Nha | Bảng C | 100.000  |
| 22 tháng 7 năm 1980 | 12:00     | Đông Đức | 1–0     | Algérie     | Bảng C | 70.000   |
| 24 tháng 7 năm 1980 | 12:00     | Đông Đức | 5–0     | Syria       | Bảng C | 80.000   |
| 21 tháng 7 năm 1980 | 12:00     | Iraq     | 3–0     | Costa Rica  | Bảng D |          |
| 23 tháng 7 năm 1980 | 12:00     | Iraq     | 0–0     | Phần Lan    | Bảng D | 40.000   |
| 25 tháng 7 năm 1980 | 12:00     | Iraq     | 1–1     | Nam Tư      | Bảng D |          |
| 27 tháng 7 năm 1980 | 12:00     | Đông Đức | 4–0     | Iraq        | Tứ kết | 48.000   |

## Giải vô địch bóng đá châu Âu 2012

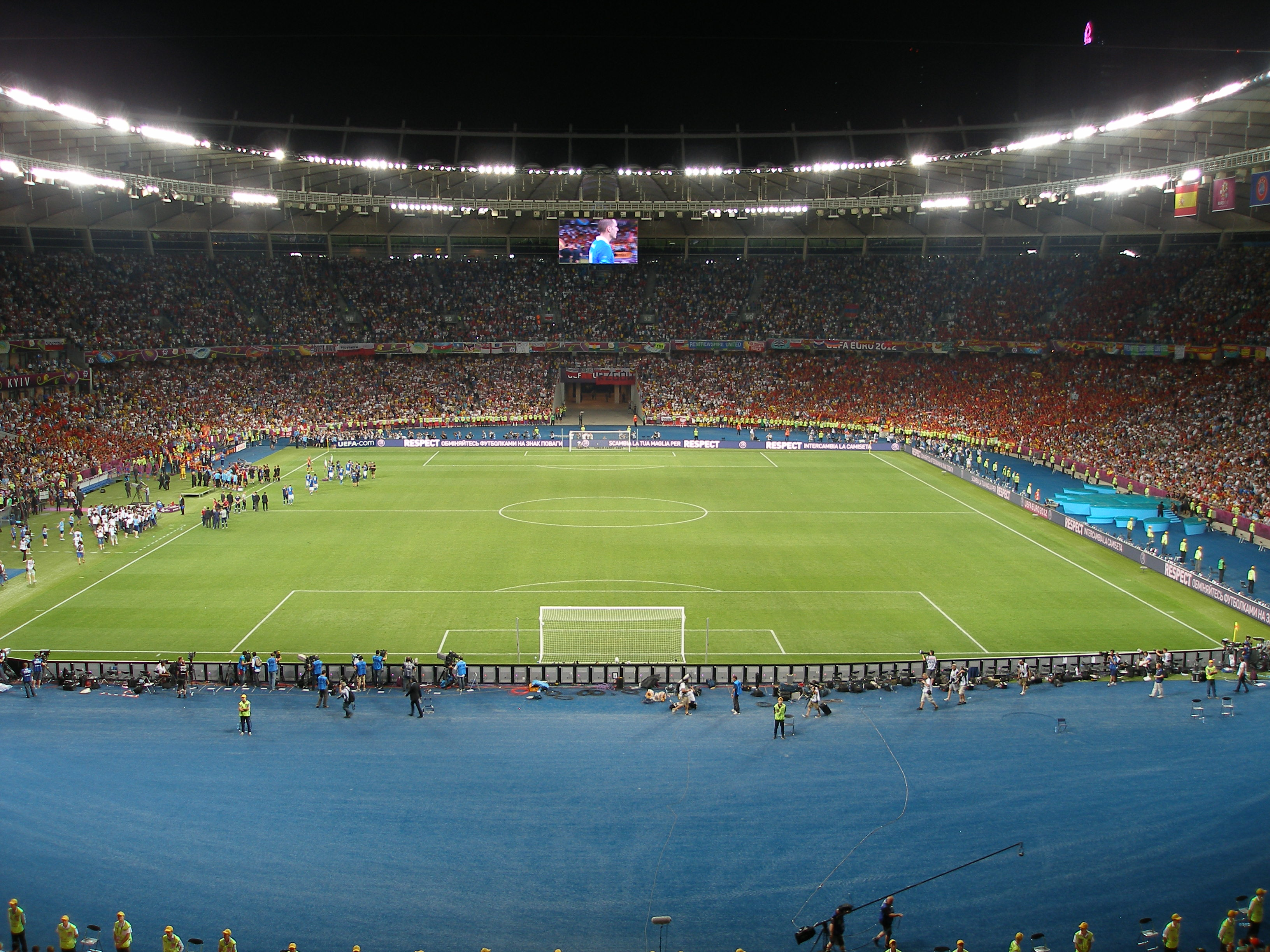
Quang cảnh sân vận động trong trận chung kết Euro 2012

Vào ngày 18 tháng 4 năm 2007, Ba Lan và Ukraina đã được UEFA chọn để đồng tổ chức vòng chung kết Euro 2012, với Sân vận động Olimpiyskiy được thiết lập để tổ chức trận chung kết. Việc xây dựng lại sân vận động liên quan đến việc phá hủy và xây dựng lại tầng dưới, một khán đài tây hoàn toàn mới với hộp báo chí hai tầng, các hộp sang trọng giữa hai tầng, thêm một tòa nhà cao 13 tầng ở phía tây (để xây dựng khách sạn Sheraton Kiev Olimpiysky) và thêm một mái nhà mới (có thiết kế độc đáo) bao phủ toàn bộ khu vực chỗ ngồi. Sức chứa của sân vận động sau khi tái thiết là 70.050 chỗ ngồi. Tái thiết bắt đầu vào ngày 1 tháng 12 năm 2008, khi nhà thầu thắng thầu được công bố. Nó đã được lên kế hoạch hoàn thành vào năm 2011. Sân vận động đã được Tổng thống Ukraina Viktor Yanukovych chính thức khai trương vào ngày 8 tháng 10 năm 2011.
Ba trận đấu của Bảng D, một trận tứ kết và trận chung kết đã được lên lịch tại đây (với các trận đấu khác ở bảng D được tổ chức tại Donbass Arena). Trong trận đấu đầu tiên, Ukraina đã đánh bại Thụy Điển với tỷ số 2–1. Trận chung kết, được tổ chức vào ngày 1 tháng 7 năm 2012, chứng kiến Tây Ban Nha đánh bại Ý với tỷ số kỷ lục 4–0 trên đường đến danh hiệu thứ ba của họ.

### Các trận đấu tại Giải vô địch bóng đá châu Âu 2012
| Ngày                | Thời gian | Đội         | Kết quả                 | Đội       | Vòng      | Khán giả |
| ------------------- | --------- | ----------- | ----------------------- | --------- | --------- | -------- |
| 11 tháng 6 năm 2012 | 21:45     | Ukraina     | 2–1                     | Thụy Điển | Bảng D    | 64.290   |
| 15 tháng 6 năm 2012 | 22:00     | Thụy Điển   | 2–3                     | Anh       | Bảng D    | 64.640   |
| 19 tháng 6 năm 2012 | 21:45     | Thụy Điển   | 2–0                     | Pháp      | Bảng D    | 63.010   |
| 24 tháng 6 năm 2012 | 21:45     | Anh         | 0–0 (h.p.) (2–4 (p.đ.)) | Ý         | Tứ kết    | 64.340   |
| 1 tháng 7 năm 2012  | 21:45     | Tây Ban Nha | 4–0                     | Ý         | Chung kết | 63.170   |

## Buổi hòa nhạc
Khi các siêu sao hoặc ban nhạc quốc tế đến Kiev, các buổi hòa nhạc của họ thường được tổ chức tại sân vận động này, vì đây là sân vận động lớn nhất ở Ukraina và là một trong những buổi hòa nhạc lớn nhất ở châu Âu. Các nghệ sĩ đã biểu diễn ở đây bao gồm George Michael và Shakira.
The Rolling Stones dự kiến biểu diễn tại sân vận động vào ngày 25 tháng 7 năm 2007 trong khuôn khổ chuyến lưu diễn A Bigger Bang Tour của họ, nhưng buổi biểu diễn đã được chuyển đến Warszawa, Ba Lan vì khủng hoảng chính trị và bầu cử quốc hội sớm ở Ukraina.
Vào ngày 25 tháng 7 năm 2012 là buổi hòa nhạc của các ban nhạc rock nổi tiếng thế giới Red Hot Chili Peppers, Kasabian và The Vaccines.
Madonna đã biểu diễn một buổi hòa nhạc tại sân vận động vào ngày 4 tháng 8 năm 2012 trong khuôn khổ chuyến lưu diễn The MDNA Tour của cô. 31.022 người đã đến xem chương trình của cô.
Depeche Mode đã biểu diễn tại sân vận động vào ngày 29 tháng 6 năm 2013 trong chuyến lưu diễn The Delta Machine Tour của họ, trước 36.562 người.
Ban nhạc rock Ukraina nổi tiếng Okean Elzy đã biểu diễn và kỷ niệm 20 năm ngày thành lập trên sân vận động vào ngày 21 tháng 6 năm 2014. 71.045 người đã đến xem buổi biểu diễn. Ban nhạc một lần nữa biểu diễn tại đây trong chương trình cháy vé vào ngày 18 tháng 6 năm 2016 như một phần của chuyến lưu diễn vòng quanh thế giới 2016–2017 của họ.
Aerosmith đã được lên kế hoạch biểu diễn tại sân vận động vào ngày 2 tháng 7 năm 2014 như một phần của chuyến lưu diễn Global Warming Tour của họ, nhưng buổi biểu diễn đã bị hủy do sự can thiệp quân sự của Nga vào Ukraina.
| Năm  | Ngày       | Nghệ sĩ chính                                                    | Nghệ sĩ mở màn                       | Chuyến lưu diễn/Buổi hòa nhạc        | Khán giả        | Ghi chú bổ sung                                                   |
| ---- | ---------- | ---------------------------------------------------------------- | ------------------------------------ | ------------------------------------ | --------------- | ----------------------------------------------------------------- |
| 2011 | 8 tháng 10 | Shakira                                                          | Ani Lorak Gaitana Taisia Povaliy     | The Sun Comes Out World Tour         | Gần 60.000      | Buổi hòa nhạc đầu tiên tại sân vận động sau khi được xây dựng lại |
| 2012 | 25 tháng 7 | Red Hot Chili Peppers Kasabian The Vaccines                      |                                      | "Tuborg Greenfest 2012"              | Gần 40.000      | Lễ hội nhạc rock                                                  |
| 2012 | 4 tháng 8  | Madonna                                                          | Sebastian Ingrosso DJ Kirill Doomski | The MDNA Tour                        | 31.022 / 31.022 | Kỷ lục phòng vé tuyệt đối ở Ukraina – 4.893.317 USD               |
| 2013 | 29 tháng 6 | Depeche Mode                                                     |                                      | The Delta Machine Tour               | 36.562 / 38.640 |                                                                   |
| 2014 | 21 tháng 6 | Okean Elzy                                                       |                                      | 20 years together                    | Hơn 70.000      |                                                                   |
| 2014 | 2 tháng 7  | Aerosmith                                                        |                                      | Global Warming Tour                  |                 | Bị hủy do Nga can thiệp quân sự vào Ukraina                       |
| 2016 | 18 tháng 6 | Okean Elzy                                                       | SINOPTIK                             | Bez mezh                             | Hơn 85.000      | Lượng khán giả kỷ lục tuyệt đối ở Ukraina                         |
| 2016 | 6 tháng 7  | Red Hot Chili Peppers The Kills Nothing but Thieves The Hardkiss |                                      | U-Park Festival                      |                 | Lễ hội nhạc rock                                                  |
| 2016 | 8 tháng 7  | Muse Hurts Poets of the Fall My Vitriol ШАNA                     |                                      | U-Park Festival                      |                 | Lễ hội nhạc rock                                                  |
| 2017 | 19 tháng 7 | Depeche Mode                                                     |                                      | Global Spirit Tour                   | 30.803          |                                                                   |
| 2017 | 23 tháng 9 | Andrea Bocelli                                                   |                                      |                                      | 12.000          |                                                                   |
| 2018 | 24 tháng 8 | Okean Elzy                                                       |                                      |                                      |                 |                                                                   |
| 2018 | 31 tháng 8 | Imagine Dragons                                                  |                                      | Evolve World Tour                    |                 |                                                                   |
| 2018 | 30 tháng 9 | Enrique Iglesias                                                 |                                      | All The Hits Live (Enrique Iglesias) |                 |                                                                   |
| 2019 | 16 tháng 6 | Kiss                                                             |                                      | End of the Road World Tour           |                 |                                                                   |

## Giao thông

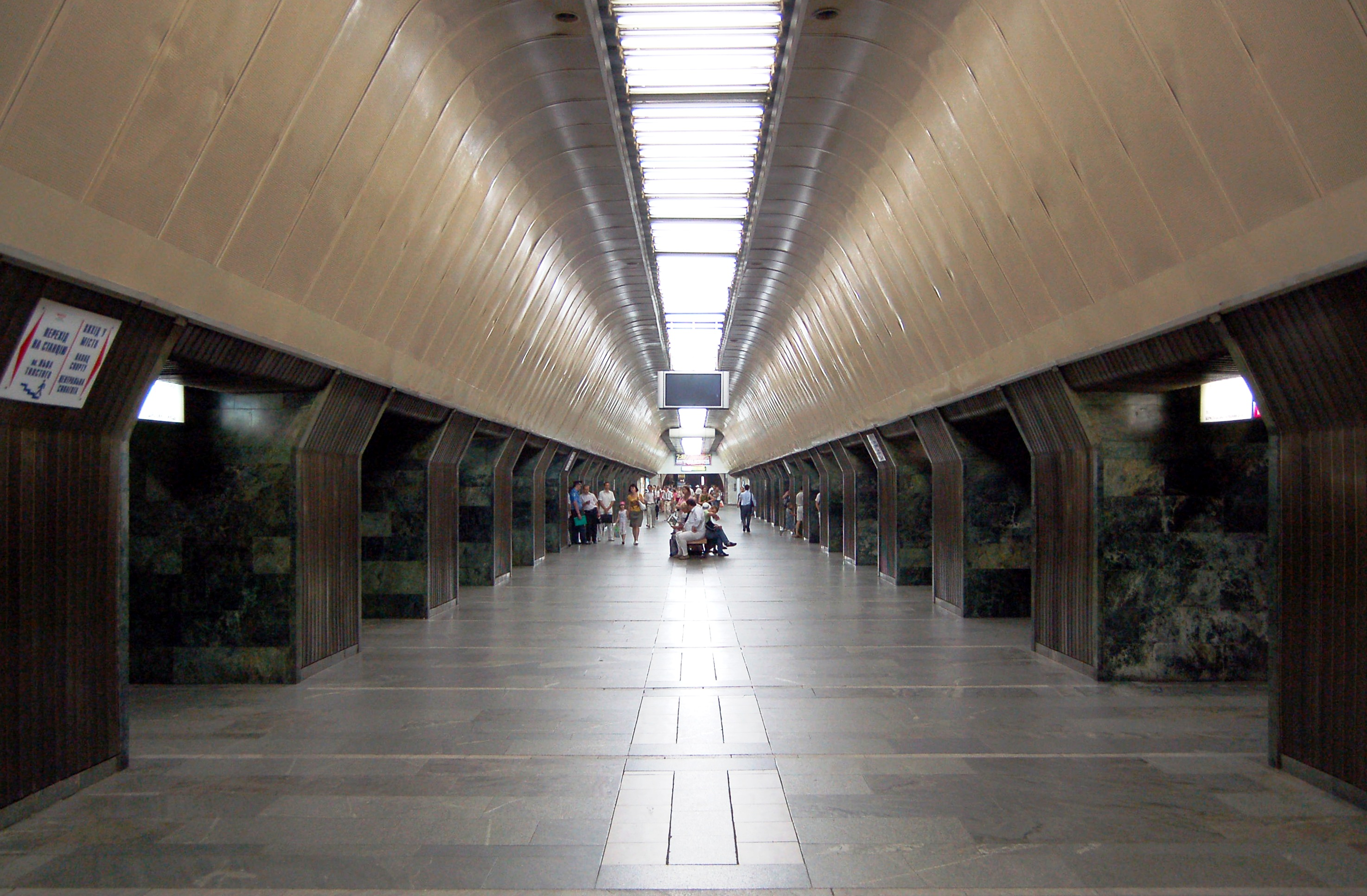
Ga tàu điện ngầm "Palats Sportu"

Sân vận động nằm ngay tại trung tâm của Kiev bên hữu ngạn sông Dnipro. Có thể tiếp cận sân vận động chủ yếu bằng Đường Velyka Vasylkivska hoặc Đại lộ Lesi Ukrainki. Đầu phía nam của cả hai con phố đều kết nối với tuyến đường châu Âu E95, được biết đến ở phần đó của thành phố là Đại lộ Druzhby Narodiv. Tuy nhiên, nhà thi đấu chính của khu liên hợp không có lối đi trực tiếp đến các con phố được đề cập và chỉ có thể đến được thông qua một số con phố nhỏ hơn như Fizkultury, Saksahanskoho, Shota Rustaveli, Esplanadna Streets và Hospitalny Lane.
Có một số ga tàu điện ngầm trên Tàu điện ngầm Kiev nằm trong khoảng cách đi bộ: "Olimpiiska" (~ 300 mét (0,19 dặm)) và "Palats Sportu" (~ 400 mét (0,25 dặm)). Chúng thường đóng cửa trong các trận đấu. Có thể sử dụng các ga lân cận khác Klovska, Zoloti Vorota, Teatralna, Palats "Ukrayina". Vào tháng 12 năm 2010, Cơ quan Quản lý Nhà nước Thành phố Kiev đổi tên ga tàu điện ngầm "Respublikansky Stadion" thành "Olimpiiska".